# Чикризов, Алексей Васильевич
Чикризов Алексей Васильевич (26 февраля 1925, Краснохолм — 3 марта 2001, Рязань) — генерал-лейтенант, участник Великой Отечественной войны.

## Биография
Родился 26 февраля 1925 года в станице Краснохолмской Чкаловской (Оренбургской) области в семье бедняка.
До Октябрьской революции родители занимались сельским хозяйством. В 1916 году отец, Чикризов Василий Иванович был призван во второй ОКП, в период революции присоединился к Красногвардейскому отряду, затем вместе с отрядом вошёл в состав 25-й Чапаевской дивизии, где и воевал до демобилизации. После Гражданской войны работал в станице Краснохолмской председателем сельсовета, председателем колхоза до ухода на пенсию.
Окончил Краснохолмскую среднюю школу и поступил в Свердловский горный институт. В марте 1943 года был призван в ряды Советской армии и направлен в Рижское военное пехотное училище, которое окончил в 1944 году.
С 1944 по 1948 год проходил военную службу в 13-й и 164-й стрелковых дивизиях, 16-й отдельной стрелковой бригаде, в должностях командира взвода и заместителя командира роты.

### Служба в ВДВ
С 1948 по 1953 год проходил военную службу в 21-й гв. воздушно-десантной дивизии, в должностях заместителя командира роты и командир роты.
С 1953 по 1954 год — слушатель Центральных курсов усовершенствования офицерского состава ВДВ.
С 1954 по 1955 год проходил службу в 21-й гв. вдд, в должности начальника штаба батальона.
С 1955 по 1956 год проходил службу в 104-й гв. воздушно-десантной дивизии, в должностях начальника штаба батальона и заместителя командира батальона.
С 1956 по 1959 год — слушатель основного факультета Военной академии имени М. В. Фрунзе.
С 1959 по 1960 год проходил службу в 104-й гв. вдд, в должности командира батальона.
С 1960 по 1968 год[уточнить]  проходил службу в 7-й гв. воздушно-десантной дивизии (97 гв. пдп), в должностях командира батальона, начальника штаба полка и командира полка.
С 1968 по 1970 год — заместитель начальника РВВДКУ.
С 1970 по 1984 год — начальник РВВДКУ.
Уволен в запас в звании генерал-лейтенанта.

### В отставке
В 1980 году избирался депутатом Рязанского областного Совета народных депутатов.
Возглавлял Рязанский областной совет ветеранов (пенсионеров) войны, труда, вооружённых сил и правоохранительных органов.
Проживал в городе Рязани. Скончался в 2001 году, похоронен на Новогражданском кладбище.

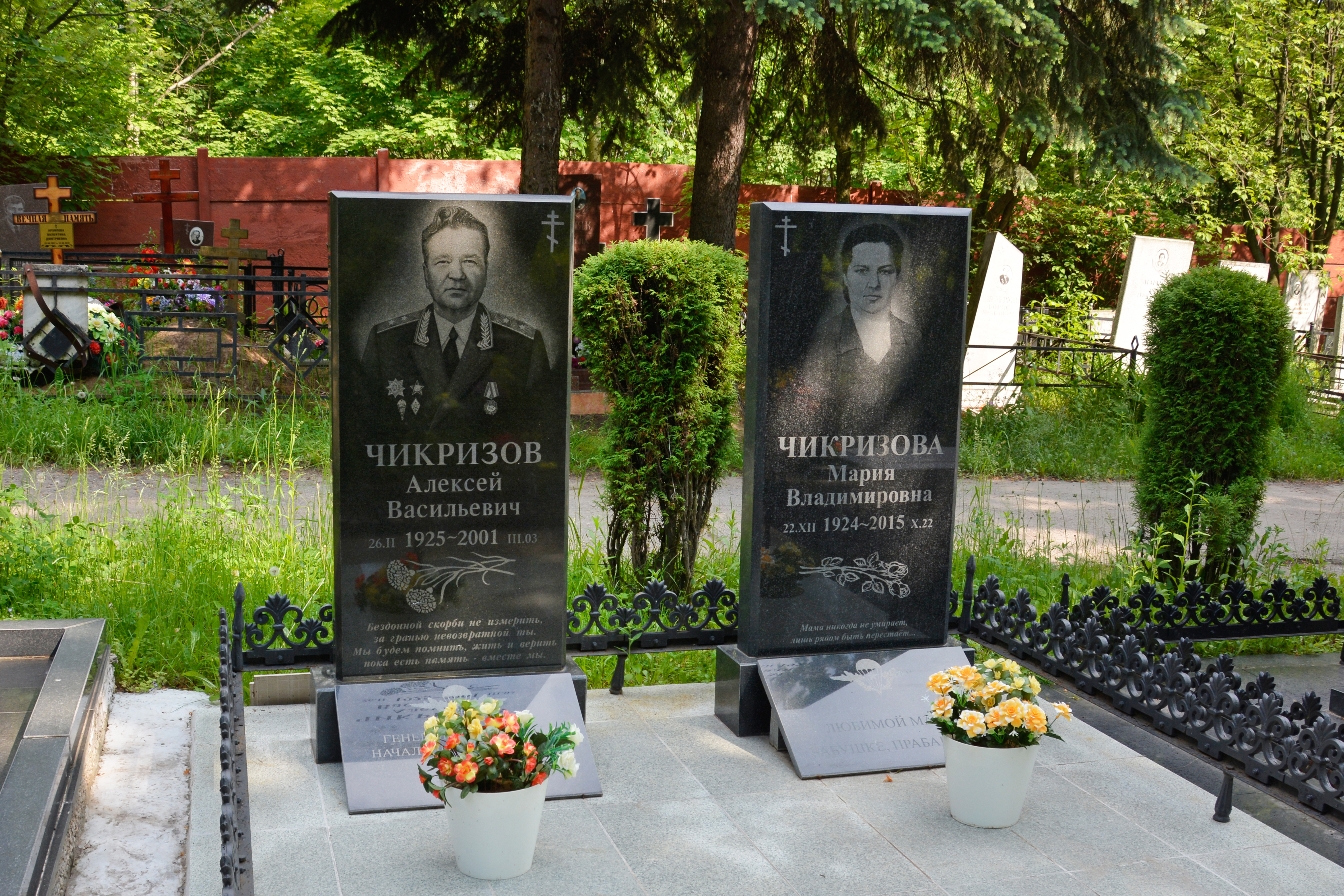
Могила Чикризова А. В. в Рязани

## Награды
- медаль «За победу над Германией в Великой Отечественной войне 1941—1945 гг.»[1];
- орден Красной Звезды;
- орден Красного Знамени;
- орден «За службу Родине в Вооружённых Силах СССР III степени»;
- медаль «За боевые заслуги»;
- медаль «За воинскую доблесть»;
- Золотой крест заслуги (Польская Народная Республика);
- медаль «За укрепление дружбы между народами» (ЧССР).